# André Sarrut
 (décembre 2009).
Si vous disposez d'ouvrages ou d'articles de référence ou si vous connaissez des sites web de qualité traitant du thème abordé ici, merci de compléter l'article en donnant les références utiles à sa vérifiabilité et en les liant à la section « Notes et références ».
André Sarrut, né le 10 juillet 1917 à Gagny et mort le 13 juin 1997 à Paris 16e,, est un producteur de cinéma français. 

## Biographie
Il a été le producteur de la première société de films d'animation européenne créée en 1936, Les Gémeaux, dont Paul Grimault était le directeur artistique. Après la réalisation de plusieurs courts métrages, dont Le Voleur de paratonnerres et Le Petit Soldat, Les Gémeaux ont débuté la création d'un long métrage tiré du conte d'Andersen, La Bergère et le Ramoneur.
Ce long métrage voit sa production compromise par les difficultés financières de la société Les Gémeaux. En dépit des problèmes financiers et de production, André Sarrut sort La Bergère et le Ramoneur en 1952. La musique du film est composée par Joseph Kosma, le doublage effectué par Pierre Brasseur (l’oiseau), Fernand Ledoux (le roi), Serge Reggiani (le ramoneur) et Anouk Aimée (la bergère).
La sortie de ce film, sans l'accord de Paul Grimault, marquant une rupture entre les deux hommes.
Après cet épisode, André Sarrut part à la société de films publicitaires La Comète, et produit de nombreux films publicitaires avec comme animateur Jacques Asséo. Dans les années 1950, le budget des agences publicitaires s'est considérablement développé, ce qui a conduit La Comète à réaliser plus de deux mille films publicitaires, devenant ainsi la plus importante entreprise publicitaire d'Europe, avec 80 % d'exportation.

## Filmographie

### Courts métrages
- 1937 : Phénomènes électriques
- 1938 : Le Messager de la lumière
- 1938 : L'Enchanteur est enchanté
- 1941 : Les Passagers de la Grande Ourse
- 1942 : Le Marchand de notes
- 1943 : L'Épouvantail
- 1944 : Le Voleur de paratonnerres (Grand Prix du dessin animé à la Biennale de Venise, 1948)
- 1945 : Niglo reporter (inachevé)
- 1946 : La Flûte magique
- 1947 : Le Petit Soldat (Prix international de la Biennale de Venise en 1948, grand Prix des Festivals de Prague et Rio en 1950)
- 1950 : La Légende de la soie (conçu pour le syndicat de la soie)

### Long métrage
- 1948-1952 : La Bergère et le Ramoneur